# Meterana grandiosa
Meterana grandiosa é uma espécie de mariposa da família Noctuidae endêmica da Nova Zelândia. Está classificada como em "risco de extinção" pelo Departamento de Conservação.

## Taxonomia
Esta espécie foi descrita e ilustrada por Alfred Philpott em 1903 e recebeu o nome de Melanchra grandiosa. Philpott usou um espécime feminino que coletou em West Plains, em Southland, em maio. George Hudson discutiu e ilustrou essa espécie em seu livro de 1928, The Butterflies and Moths of New Zealand. Em 1988, John S. Dugdale colocou essa espécie dentro do gênero Meterana. O espécime holótipo está na Coleção de Artrópodes da Nova Zelândia.

## Descrição
As larvas são de aparência verde, com uma ampla faixa lateral branca. À medida que amadurecem, as larvas tornam-se rosadas e podem crescer até 3,3 centímetros de comprimento.

## Distribuição
Esta espécie é endêmica da Nova Zelândia. M. grandiosa ocorreu nas zonas de Wairarapa, Otago Central, Lagos Otago, Dunedin e Southland. No entanto, esta espécie agora está extinta localmente em seu tipo de localidade de West Plains e não é coletada em Dunedin desde a década de 1960.

## Ciclo de vida e comportamento
As larvas se escondem sob a casca de suas plantas hospedeiras durante o dia, o que as torna difíceis de detectar. As pupas das larvas entre novembro e dezembro e a mariposa adulta emergem durante os meses de outono de meados de abril até o início de junho.

## Espécie hospedeira e habitat

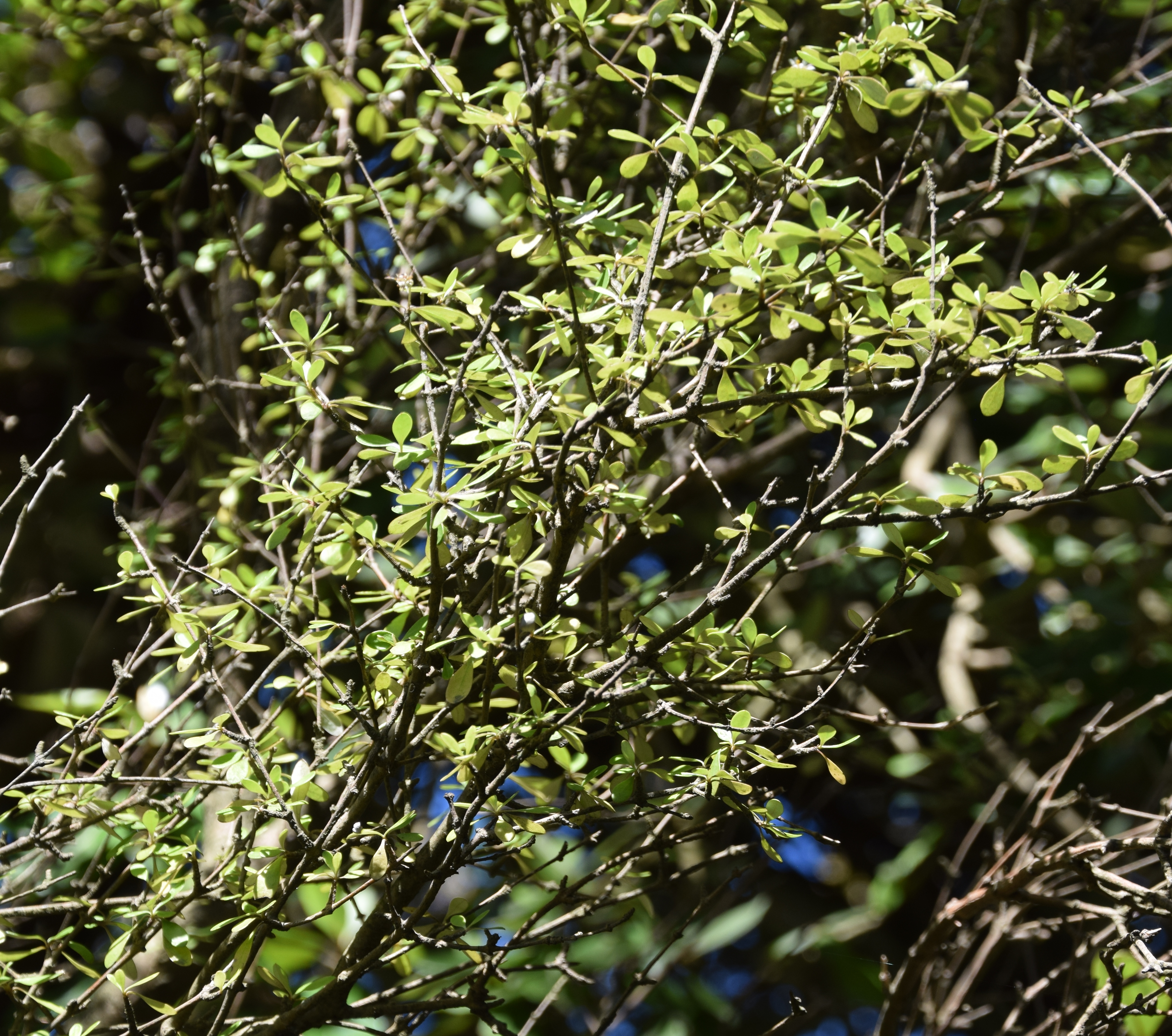
Olearia odorata

As espécies hospedeiras de plantas para as larvas de M. grandiosa são espécies de Olearia de folhas pequenas. Estes incluem O. hectorii e O. odorata.

## Estado de conservação
Essa mariposa é classificada no Sistema de Classificação de Ameaças da Nova Zelândia como "Em Risco, Relíquia". Uma das razões para essa classificação é que o habitat dessa espécie está ameaçado pelo desenvolvimento da terra. A eliminação das plantas hospedeiras desta espécie resultou na sua extinção de locais na Nova Zelândia.